# Flabellum angustum
Flabellum angustum är en korallart som beskrevs av Yoshitaka Yabe och Katsuyuki Eguchi 1942. Flabellum angustum ingår i släktet Flabellum och familjen Flabellidae. Inga underarter finns listade i Catalogue of Life.